# セウシス
セウシス（Zeuxis、1988年11月3日 - ）は、プエルトリコ出身の女子プロレスラー。CMLL所属。

## 来歴
2008年4月にメキシコのインディ団体でデビューした後、2009年にCMLL移籍。
2011年に日本で旗揚げされたREINA女子プロレスにCMLLからの派遣として3ヶ月継続参戦。旗揚げ戦でヘイリー・ヘイトレッドと組み、堀田祐美子&豊田真奈美組と対戦するが、豊田にフォールされる。7月の「流星仮面FIESTA・FINAL」にも参戦し、A☆YU☆MIが持つX-LAW女子王座にも挑戦した。
派遣期間終了に伴い一度はメキシコに戻るが、CMLL-REINAインターナショナルジュニア王座創設に伴う初代王座決定トーナメント出場のため再来日。準決勝にシードされて仙台幸子に勝利して、決勝まで進むが、Rayに敗れる。その後、初代REINA世界タッグ王座をラ・コマンダンテと組んで獲得。
2012年にも来日し、今度は3月に下田美馬と組んでREINA世界タッグ王座を奪取。アイスリボンやディアナにも参戦した。
2013年6月14日、グアダラハラにてシルエタを倒しCMLL-REINAインターナショナルジュニア王座を獲得。
同年もREINAに来日を果たし、初来日のバケリータとのタッグでREINA世界タッグ王座決定トーナメントにエントリーし、9月8日ラゾーナ川崎プラザソル大会で。今回の来日でもアイスリボンに参戦し、中学3年の新人、弓李とシングルで対戦した。

## 獲得タイトル
- REINA世界タッグ王座
- CMLL世界女子タッグ王座
- CMLL-REINAインターナショナルジュニア王座

## 得意技
- ジャベ

## テレビ出演
- まほろ駅前番外地 第1話（2013年、テレビ東京）